# 慕容令
慕容令（4世纪330年代后—370年），《晋书》作慕容全，前燕吴王慕容垂的嫡长子、世子。母親是先段。慕容令少年老成，有謀略，驍勇過人，是慕容垂最喜愛的兒子。
前燕建熙十年（369年），慕容垂抵挡东晋桓温北伐有功，卻受到可足浑太后、太傅慕容评的忌恨。慕容垂十分忧虑。慕容令向父亲提及此事，慕容垂于是征求儿子的意见。慕容令建议逃至龙城（今辽宁朝阳）避祸，就像当年周公居东一样。慕容垂以打猎为名，离开邺城，准备到龙城去。被小儿子慕容麟告密，慕容垂被阻拦，慕容令又建议父亲投靠前秦。慕容垂同意了，命慕容令断后。到长安后，慕容父子受到苻坚的热情接待。
第二年，慕容令被委派跟随王猛讨伐前燕。王猛抵达洛阳以后，策动慕容垂的亲信金熙装作慕容垂的使者，劝说慕容令反正，回归前燕。慕容令投奔乐安王慕容臧。王猛状告慕容垂，苻坚却用人不疑。慕容令回归前燕，被认为是奸细，被放逐到辽西的沙城，慕容令再反前燕，又被弟弟慕容麟告密，最后死在部下手中。
后燕时，追封他为献莊太子。侄子慕容盛即位后，追尊他为献莊皇帝，其妻丁氏为献幽皇后。